# Distretto di Tlemcen
Il distretto di Tlemcen è un distretto della provincia di Tlemcen, in Algeria.

## Comuni
Il distretto di Tlemcen comprende 4 comuni:
- Tlemcen